# Atarba (Ischnothrix) rectangularis
Atarba (Ischnothrix) rectangularis is een tweevleugelige uit de familie steltmuggen (Limoniidae). De soort komt voor in het Neotropisch gebied.